# 今村武俊
今村 武俊（いまむら たけとし、1922年2月22日 - 2012年10月10日）は、日本の文部官僚、教育評論家。鹿屋体育大学第3代学長・名誉教授、鹿児島女子大学学長。

## 経歴
鹿児島県姶良郡東国分村（現・霧島市の一部）出身。父は鹿児島県(男子)師範学校附属小学校教頭や柁城小学校校長を歴任する今村武彦。父が教頭を務める附属小学校を卒業後、鹿児島県立第二鹿児島中学校 (旧制)へ進学して4年次に「高校組」（高等学校進学志望者特別学級）の級長を務め、1939年第七高等学校造士館 (旧制)に首席合格し旧制中学四年修了。1942年七高造士館を卒業。1947年東京帝国大学法学部政治学科卒業。同年鹿児島県立加治木中学校 (旧制)教諭となる。1951年文部省に入省し、調査普及局地方連絡課勤務。以降文部省で初等中等教育局地方課長（1960年）、社会教育局長（1970年）、管理局長（1974年）、初等中等教育局長（1975年）、文化庁次長、学術国際局長（1976年）を歴任。1980年に、当時郷里の隣隼人町に所在した鹿児島女子大学（現・志學館大学）の学長に就任し、1982年まで務めた。1983年東邦生命保険顧問。1990年8月1日鹿屋体育大学第3代学長に就任し1996年7月31日まで務める。1996年、勲二等瑞宝章。主な著書に『教育行政の基礎知識と法律問題』『社会教育行政入門』『社会教育関係会議のもち方』『魂のバトンタッチ』『ムダの効用』がある。